# Kontaminacja (tekstologia)
Kontaminacja (łac. contaminatio, „zetknięcie” albo „splamienie”) – skażenie tekstu pierwotnego wtrąceniami nowych fragmentów obcego pochodzenia. 
Kontaminacja to termin stosowany w tekstologii, której zadaniem jest ustalanie tekstu pierwotnego, czyli zgodnego z intencją autora, oraz analiza jego kształtowania się. Prace edytorskie w tym zakresie związane są ze szczegółowym prześledzeniem wszystkich zapisów tekstu, które mogą być w jakiś sposób skażone (niezgodne z intencją autora). Przyczyny skażenia:
- błędy autora
- błędy osoby zapisującej tekst ze słuchu
- błędy kopistów
- błędy zecerów
- interwencje wydawców
- błędy korektorskie

Pojawienie się kontaminacji w utworze jest jednym z błędów, który sprawia, że pierwotny tekst zaczyna stanowić tylko element składowy nowego utworu.  Wyśledzenie kontaminacji wymaga odmiennej pracy edytora naukowego nad ustalaniem tekstu – należy wówczas dokonać restytucji na podstawie analizy treści, języka i wersyfikacji. Taka praca pomaga w opracowaniu wydania krytycznego danego tekstu. Kontaminacja dotyczy głównie utworów popularnych, które docierają do szerokiego grona odbiorców. Dlatego najczęściej skażone kontaminacją są pieśni ludowe, podania i bajki.
Jednym z najbardziej znanych w literaturze polskiej przykładów kontaminacji tekstu pierwotnego z innymi wtrętami jest Bogurodzica. Do końca XIX wieku uważano, że jest to utwór wielozwrotkowy. Po szczegółowej analizie treści, języka i wersyfikacji okazało się, że tekst pierwotny utworu został skontaminowany z dwoma innymi pieśniami (wielkanocną i pasyjną). W wyniku działań edytorów ustalono, że właściwą Bogurodzicę stanowią tylko dwie pierwsze zwrotki tekstu.